# 21454 Chernoby
A 21454 Chernoby (ideiglenes jelöléssel 1998 HE40) a Naprendszer kisbolygóövében található aszteroida. A LINEAR projekt keretében fedezték fel 1998. április 20-án.